# Инфрамаржинальный анализ
Инфрамаржинальная экономика (англ. inframarginal economics) — раздел экономической теории, основанный на инфрамаржинальном анализе, уделяющий основное внимание проблемам экономической организации и разделения труда.
В рамках инфрамаржинального анализа предполагается, что все бизнес-решения можно разделить на два класса:
1. предельные (маржинальные) решения о распределении ресурсов;
2. решения о той или иной форме экономической организации.

Маржинальные решения касаются того, как ресурсы (труд, капитал и так далее) распределяются по заранее определённому набору видов деятельности. При этом решения, касающиеся самого участия в тех или иных видах деятельности (заниматься данным видом бизнеса или нет) называются инфрамаржинальными.